# هوندا سي بي 1000 آر
هوندا سي بي 1000 أر(بالإنجليزية: Honda CB1000R)‏ هي دراجة نارية من تصنيع هوندا.